# Giulio Benso
Giulio Benso (Pieve di Teco, 30 ottobre 1592 – Pieve di Teco, 1668) è stato un pittore italiano.

## Biografia
Giulio Benso ebbe l'opportunità di compiere la propria formazione artistica sotto la protezione di un importante mecenate genovese, Giovanni Carlo Doria, che, oltre a ospitarlo nei propri palazzi di Genova, gli permise di frequentare l'Accademia del Nudo e lo raccomandò alla importante scuola di Giovanni Battista Paggi. Conobbe molti artisti che furono ospitati in casa Doria, fra i quali Giulio Cesare Procaccini.

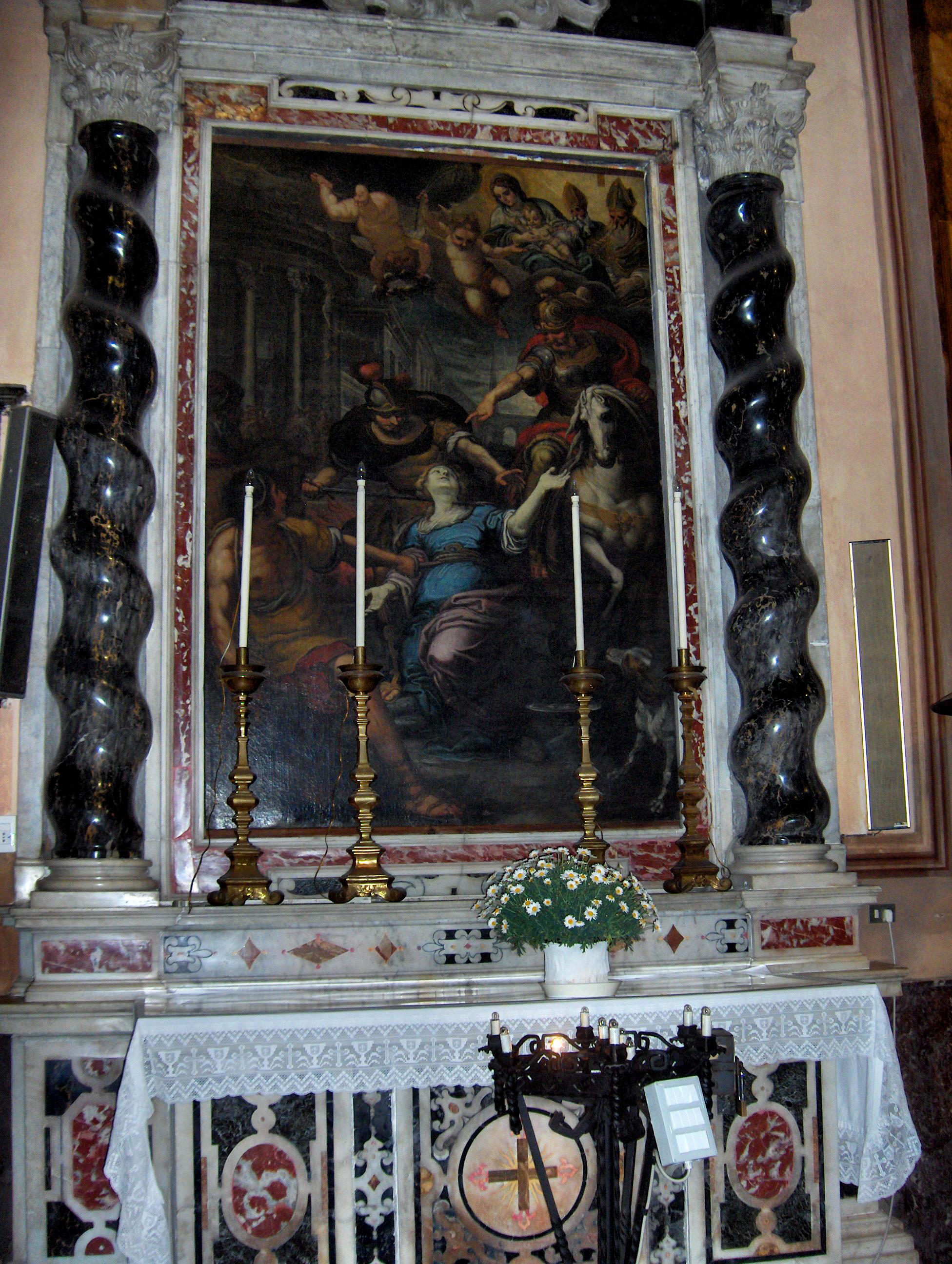
"Santa Lucia da Siracusa", chiesa di Sant'Ambrogio, Alassio

Lavorò soprattutto in Liguria, tra Genova e Pieve di Teco, ma la fama che si era velocemente conquistato lo fece desiderare anche all'estero. Ebbe quindi l'occasione di recarsi personalmente a Cagnes-sur-Mer per decorare una sala di Palazzo Grimaldi con La caduta di Fetonte e di inviare opere del proprio cavalletto all'Abbazia di Weingarten nella Germania del sud.
Negli anni quaranta del Seicento realizzò il suo capolavoro, cioè gli affreschi nel presbiterio e nell'abside della chiesa dell'Annunziata del Vastato a Genova.
Le opere tarde di Benso si caratterizzano per le pennellate decise, in particolare nel dipingere i panneggi dei personaggi. Nel 1659 realizza Lo Sposalizio della Vergine per l'Oratorio della SS. Annunziata di Spotorno, opera che rientra in un ciclo di quattro tele dedicato alle storie mariane che vede coinvolti anche Domenico Piola e Giovanni Battista Merano.
Morì a Pieve di Teco nel 1668.

## Opere
- Santa Lucia da Siracusa - Alassio, Chiesa di Sant'Ambrogio
- Lapidazione di Santo Stefano - 1630 circa - disegno preparatorio - Hannover, Kestner Museum
- Partita a scacchi sotto le mura di Troia - 1637-1639
- Annunciazione della Vergine - 1640-1644 circa - affresco - Genova, Basilica della Santissima Annunziata del Vastato
- Immacolata Concezione - 1640-1644 circa - affresco - Genova, Basilica della Santissima Annunziata del Vastato
- Abbraccio dei santi Gioacchino e Anna - 1640-1644 circa - affresco - Genova, Basilica della Santissima Annunziata del Vastato
- La caduta di Fetonte - affresco - Cagnes-sur-Mer, Castello
- Matrimonio della Vergine - 1659 - Spotorno, Oratorio della Santissima Annunziata
- La Vergine col Bambino e i Santi Benedetto e Scolastica - Weingarten, Abbazia Benedettina
- Trinità adorata dai Santi - Weingarten, Abbazia Benedettina
- Crocefissione - Weingarten, Abbazia Benedettina
- Cacciata di Santo Stefano dal Tempio, 1667, Weingarten, Abbazia Benedettina
- Cristo cade sulla strada del Calvario, Genova, Palazzo Bianco
- Entrata di Cristo a Gerusalemme, Genova, Palazzo Bianco
- San Cristoforo, Pinacoteca civica di Ascoli piceno